# Jevrejskoe stjaste
Jevrejskoe stjaste (russisk: Еврейское счастье, da.: Jødisk lykke) er en sovjetisk stum komediefilm fra 1925 instrueret af Aleksej Granovskij. Filmens oprindelige titel var Menahem-Mendl.

## Handling
Filmen handler om en jødisk mand, Menahem-Mendl, der for at tjene penge involverer sig i gadehandel og senere åbner et forsikringsselskab, men uden succes. Han får tilfældigvis en liste over rige brude, der ikke er blevet giftet væk, og han kaster sig derfor som en "Kirsten giftekniv" i steder over at få matchet mænd og kvinder.

## Medvirkende
- Solomon Mikhoels som Menahem-Mendl
- Moisei Goldblat som Zalman
- Tamara Adelgeym som Belja Kimbatj
- A. Epstein
- I. Rogaler

Kilde: IMDb.com